# 文苑街道
文苑街道，是中华人民共和国河南省焦作市山阳区下辖的一个乡镇级行政单位。

## 行政区划
文苑街道下辖以下地区：
和屯村、永兴屯村、芦堡村、钦平陵村、史平陵村、周平陵村、抄平陵村、韩平陵村、住郭庄村、张建屯村、仇化庄村和南李万村。